# 国旗及国歌相关法律
《国旗及国歌相关法律》（日语：／ Kokki Oyobi Kokka ni Kansuru Hōritsu，平成11年8月13日法律第127号），简称国旗国歌法（／ Kokki Kokka-hō），是一项正式确定日本国旗及国歌的法律，于1999年8月13日生效。虽然通称“日之丸”（ hinomaru）的日章旗（ nisshōki）自1870年起便已然成为日本的非官方旗帜，《君之代》（ Kimigayo）也在1880年后成为事实上的日本国歌，但在该法生效之前，日本是没有官方的国旗和国歌的。

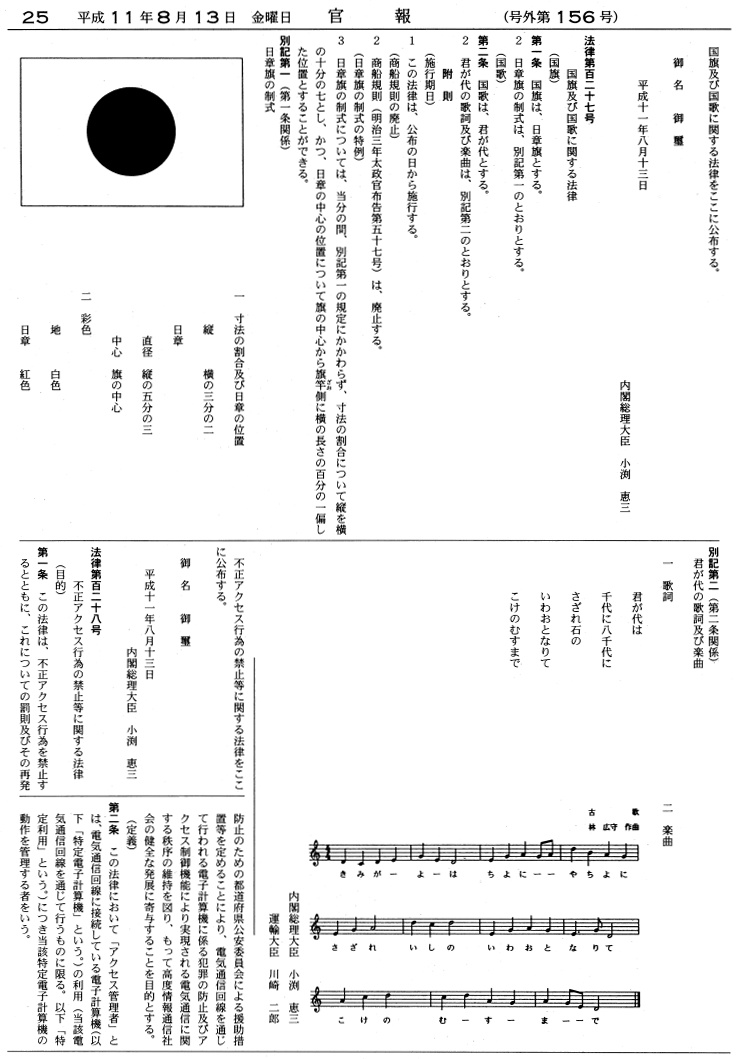
1999年8月15日《官报》所载版本

第二次世界大战战败后，日本社会上不乏将日之丸和《君之代》立法设为日本官方象征的建议。1974年就有一项将日之丸和《君之代》官方化的法案，惟最终未能通过国会审查，原因是日本教职员组合反对立法，坚称这两样事物与日本军国主义有关。这两者在学校仪式上的使用问题也引发了不少争议，在广岛一所学校的校长因此自杀后，官方化事宜重新提上日程。
经国会参众两院表决，该法在1999年8月9日获通过，并于1999年8月13日颁布施行。该法被认为是20世纪90年代内，日本国会通过的最具争议性法律之一，立法前后的辩论亦反映出在野党日本民主党（DPJ）领导层的分裂，以及执政联盟内自由民主党（LDP）和其他成员的团结。
不同的人对法案通过的反应各有不同。在日本，有人为法律通过而欢呼，也有人觉得民族主义情感和文化出现复活迹象，尤其是通过时正值明仁天皇的即位周年庆典。在日本于二战占领过的国家中，一些人认为该法的通过，加上军事和靖国神社相关法案的立法辩论，意味着日本开始出现政治右倾。就法律通过后各部门（特别是东京都教育委员会）发布的一些相关规定和政府命令，有日本人以内容违反日本宪法为由，选择向法院提起诉讼。

## 法律内容
《关于国歌及国旗的法律》将日章旗定为国旗，《君之代》定为国歌，并在附件中提供了国旗和国歌的细节，包括旗帜的制作规范和《君之代》的曲谱。法律没有在这两者的使用和处理方面作出规定，而是留给国家和都道府县的各个机构与部门自行制定规定进行规范。如果当初含有国旗国歌的使用规定，法案就不能在国会中得到足够的支持票，从而无法通过审查。

### 国旗规定

旗帜组成部分的位置和尺寸比例示意图

附件一中列出了国旗的绘制与制作细节。旗帜整体高度与宽度的比值是2:3，正中心有一红色实心圆形，直径为旗帜高度的五分之三。法律同时允许继续使用和生产另一种规格的日章旗，这种规格由1870年《太政官布告第57号》规定，旗帜高宽比为7:10，中间红色实心圆形向旗杆方向偏移旗帜宽度的百分之一。旗帜的背景色为白色，中间的实心圆形使用红色，但这项1999年的法律没有规定具体的色调，其后的政府解释也只是说圆形应该使用深红色。2008年，防卫省发布一项规范，其中定义了中间圆形所使用的红色色调。国会在审议该法案时，曾有建议提出色调应该使用亮红色（ aka iro），或是从日本工业规格的颜色池中选择。

### 国歌规定
附件二中列出了国歌的歌词和曲谱。法案文本没有列出作词者，只列明作曲者为林广守。然而，现在有证据表明作曲者可能是奥好义和林广季（林广守之子），而公布的作曲者林广守当时作为宫内省式部职雅乐课一等伶人，实际上是监督指导人士。弗兰兹·埃克特随后为旋律附上西洋和声，歌曲于1880年开始公布使用。乐谱上的歌词以平假名书写，且没有标明音乐演奏的速度。演奏时通常采用多利安调式，拍号为(4/4)。

## 1999年前的日之丸与《君之代》
15至16世纪的日本战国时代，不少势力采用日之丸作为自己的战旗。明治维新时期，1870年2月27日（日本历法明治3年1月27日）颁布的《太政官布告第57号》将日之丸规定为日本的“御国旗”，要求在商船上悬挂，这一正式法律上的国旗地位一直持续到1885年。之后随着内阁制的出现，太政官制度于1885年废止，直到1999年都没有正式的法令规定何为国旗。虽然不是法律上的国旗，日本在设计旗帜时仍然经常以日之丸为底本，不少日本军用旗帜的设计便源于日之丸，如帝國海军所用的旭日旗。 二战结束后同盟国军事占领日本，对日之丸的使用作出了非常严格的限制，过了一段时间后才有所缓和。
《君之代》是世界上最短的国歌之一，仅11小节、32个字符。歌词来源于平安时代（794－1185）一首和歌，旋律则是在明治时代（1868－1912）创作。1869年，一名名叫约翰·威廉·芬顿的英国军乐队长正在日本工作，他意识到日本缺少国歌，便向岛津氏官员大山岩提议创作一首。后者接纳该意见，并选出了歌词。
选出的歌词与英国国歌《天佑吾王》有一定的相似程度，这可能是受芬顿的影响。歌词决定后，芬顿在大山岩要求下开始谱曲，创作出第一版的《君之代》，但该版本后因“不够郑重”而未获采用。1880年，宫内省采用现今版本的《君之代》旋律，政府于1888年正式将《君之代》定为国歌。1893年，当时的文部省发文，规定公立学校仪式上需演奏《君之代》。同盟国军事占领日本期间，驻日盟军总司令没有要求日本政府限制《君之代》的使用，但战后一段时间内，官方仪式上都是只演奏《君之代》的旋律，不唱出歌词。

## 立法背景
该法的立法提议由广岛一名高中校长的自杀而起，这名校长名叫石川敏浩，在广岛县立世罗高等学校工作，因未能解决教育委员会和该校教师间关于日之丸与《君之代》使用方面的争议，选择在学校毕业典礼前夜自杀。广岛县教育委员会当时要求所有校长确保日之丸与《君之代》出现在每一次学校仪式上，此举激起世罗高等学校教师的强烈反对。在确信自己无法得到教师的妥协后，石川校长决定结束自己的生命。
石川校长自杀后，世罗高等学校的教师们在毕业典礼上举行了抗议，这两件事使得自由民主党（LDP）党员、日本首相小渕惠三决定起草一份法案，订明日之丸与《君之代》为日本官方象征。他本来想在2000年引进这份法案，但内阁官房长官野中广务希望该法能在1999年11月之前生效，届时天皇明仁将迎来即位十周年纪念。
这已经不是第一次有立法提议将日之丸和《君之代》列为官方国家象征。在1972年冲绳政权移交至日本，以及1973年全球石油危机后，1974年，时任首相田中角荣提出通过一部将两者定为国旗国歌的法律，这一举动部分目的在于吸引保守派选民。建议提出后，日本教职员组合反对采《君之代》为国歌，认为这首歌“带有天皇崇拜气息”，连接着战前军国主义。据调查，在当时识字率99%的日本，不少学生都不会唱《君之代》，甚至还有根本不知道这首歌是什么的。除要求学校教授及演奏《君之代》外，田中还想让学生每天早上举行升旗仪式，并朗读明治天皇1890年颁布的《教育敕语》，但法案最终未能在国会通过。

## 政党立场

### 支持
日本两大保守政党，自民党和自由党，是1999年法案的主要支持者。自民党干事长森喜朗6月时宣言称，日本国民已经接纳日之丸和《君之代》为国家象征。自由党党首小泽一郎持同样观点，称相信国会不能得出其他结论。公明党（CGP）最开始对法案持谨慎态度，尽管该党领导层中一些人承认这两者都为国民所接纳，党内还是认为以法律形式进行规定可能会违反日本宪法。公明党后来转为支持该法案，作为加入自民党执政联盟的交换条件。

### 反对
社会民主党（SDPJ）和日本共产党（CPJ）反对立法，理由是日之丸和《君之代》都含有战争时代的内涵，以及没有给公众提供进行公投决定的选项。共产党委员长表示，共产党更愿意支持能代表民主和和平日本的新国家象征。社会民主党此前曾对日之丸和《君之代》持支持态度，该党之前担任首相的村山富市（当时叫日本社会党）曾于1994年接受这两者为日本的象征，以换取自由民主党在国会的支持。

### 日本民主党
日本民主党（DPJ）时任党首菅直人要求该党必须支持此法案，因为社会早已承认这两者是日本的象征，时任干事长代理鸠山由纪夫却觉得法案会给学校管理带来问题，担忧可能引起反对日之丸和《君之代》的左派团体骚动。民主党随后拟定一份法案的修正案，修正案中国旗仍为日之丸，但国歌另外挑选，不采用《君之代》。7月16日，民主党决定提出修正案，如果被拒绝，则党员可自由投票。除民进党外，也有其他组织提出与政府立法相左的法案，惟均遭拒绝，无一进入最终表决程序。

## 公众意见
参议院投票前一周，《日本时报》在东京、大阪和广岛进行了一项民意调查。结果显示，约有九成的受访者支持将日之丸定为国旗，六成的受访者支持将《君之代》定为国歌，总体支持该法案的受访者约占46%。受访者多数认为日之丸就是代表日本的旗帜，同时觉得政府和学校应教授其历史。一些人认为《君之代》不适合用作现代日本的国歌，其中一位受访者建议国歌改用民谣《樱花》，另几位则建议保留《君之代》旋律的同时替换掉歌词。
《读卖新闻》和日本公众意见调查委员会（Japan Research Council on Public Opinion Polls）分别于1999年3月和7月展开民意调查，结果与《日本时报》的民调出入较大。《读卖新闻》的调查是在石川校长自杀后进行的，受访者中61%觉得日本国旗应为日之丸、国歌应为《君之代》，64%觉得这两者最好都在学校仪式上使用，68%认为这两者应作为国旗和国歌载入法律。日本公众意见调查委员会的结果与《读卖新闻》相近，其中68%的受访者认为日之丸和《君之代》都是日本的象征，71%支持国会应通过法案。两项调查的受访者均接近2,000人，支持日之丸的均比支持《君之代》的多出15个百分点左右，因为后者的歌词与天皇有直接联系。两项调查均显示年长者对这两个象征显得更为支持，青年一代中则有更多人对这两者感受负面。

## 表决
1999年7月22日，众议院以403比86票通过法案，7月28日转送参议院；8月9日，参议院以166比71票通过法案，该法于8月13日生效施行。
| 众议院表决结果 | 众议院表决结果 | 众议院表决结果 | 众议院表决结果 | 众议院表决结果 | 众议院表决结果 |
| 党派           | 支持           | 反对           | 弃权           | 未出席         | 总计           |
| -------------- | -------------- | -------------- | -------------- | -------------- | -------------- |
| 民主党         | 45             | 46             | 0              | 1              | 92             |
| 自由民主党     | 260            | 0              | 0              | 0              | 260            |
| 公明党         | 52             | 0              | 0              | 0              | 52             |
| 自由党         | 38             | 0              | 0              | 1              | 39             |
| 共产党         | 0              | 26             | 0              | 0              | 26             |
| 社民党         | 0              | 14             | 0              | 0              | 14             |
| 独立           | 8              | 0              | 0              | 8              | 16             |
| 总计           | 403            | 86             | 0              | 10             | 499            |

| 参议院表决结果 | 参议院表决结果 | 参议院表决结果 | 参议院表决结果 | 参议院表决结果 | 参议院表决结果 |
| 党派           | 支持           | 反对           | 弃权           | 未出席         | 总计           |
| -------------- | -------------- | -------------- | -------------- | -------------- | -------------- |
| 民主党         | 20             | 31             | 5              | 0              | 56             |
| 自由民主党     | 101            | 0              | 0              | 0              | 101            |
| 公明党         | 24             | 0              | 0              | 0              | 24             |
| 自由党         | 12             | 0              | 0              | 0              | 12             |
| 共产党         | 0              | 23             | 0              | 0              | 23             |
| 社民党         | 0              | 13             | 0              | 0              | 13             |
| 独立           | 9              | 4              | 0              | 9              | 22             |
| 总计           | 166            | 71             | 5              | 9              | 251            |

## 反应

### 日本国内
小渕首相对这项给国旗和国歌使用提供“明确成文法依据”的法律通过感到非常兴奋，称这是日本“进入21世纪”的一大步。在12月23日明仁天皇生日的记者会上，有记者问及明仁天皇这部法律的事情，但他拒绝发表评论，这在很大程度上是因为宪法禁止天皇就政治事项表态。然而在2004年，他又对东京都教育委员会委员米长邦雄表达了自己的不快，表示强迫师生尊崇国旗和国歌是“不理想的”。有教师联合会组织的负责人称赞该立法，相信这会在教师教导学生尊重国家象征方面有所帮助，减少诸如向其他国家国歌喝倒彩这类的国际事件。该法亦引来一些不满本国二战中行为的日本人谴责，他们觉得，只要政府还没对二战中的行为作出带有“真诚悔意”的正式道歉，他们就看不出要对国旗和国歌感到自豪的理由。自由党党首小泽一郎认为1999年，该法和其他一些法律的通过预示着一场通往新未来的“不流血革命”，这场革命将改变日本的国族认同，并最终导向宪法修改。
在正为日之丸和《君之代》的使用问题争执不休的教育界，反应也是因人而异。法案通过后，文部省在1999年发布的《学习指导要领》中说明：“考虑到国歌和国旗的重要性，在入学和毕业典礼上，学校应当升起日本国旗，教导学生齐唱国歌《君之代》。”此外，在对1999年学习指导要领的解说中，文部省还提到：“随着国际化的进程，在培育作为日本人的自觉和爱国之心的同时，为使儿童成长为将来受国际社会尊重与信赖的日本人，培养他们对国旗和《君之代》更正确的认识与尊重是很重要的。”
在世罗高等学校所在的广岛县，教育界多持负面看法。作为二战时期日本直接受到原子弹影响的两县之一，广岛县的教育受部落民组织（如部落解放同盟）和教师联会的影响较大，在日之丸、《君之代》和天皇方面的立场一直偏左。当地认为法案的通过是一种“困扰”，既与县内教育实践相反，又无助于解决战争相关的问题。

### 日本国外
日本国外对该法反应不一。在中华人民共和国和大韩民国，1999年这项规定日之丸和《君之代》地位的法律与日本国内关于靖国神社地位问题、美日军事合作及增设导弹防御体系的讨论一起，使人们感觉日本正偏向政治光谱的右侧。这两个国家都曾沦为大日本帝国的领地，担忧右倾的日本会走上重新武装之路。
不过，中国外交部发言人表示这项法案的相关问题应由日本人自行解决，期望日本向和平未来迈进。新加坡的年长者仍对日之丸和《君之代》感到不舒服，菲律宾政府则相信日本不会重回军国主义，并指法律的目的是正式确立国旗和国歌，这是每个国家都有的权利。

## 立法角力
在领导层自身出现分裂后，日本民主党领导允许党员就此法案按自己的意见投票。干事长代理鸠山由纪夫无视反对意见，与民主党干事长羽田孜一起投票支持该法案，党首菅直人则投下反对票。除民主党外，其他每个党的议员都严格按照政党官方路线投票，没人打破党内纪律。讽刺的是，鸠山由纪夫本还想以他的投票号召民主党议员们团结起来。最终，民主党议员中有半数投票支持法案，减少了反对人数，为法案通过扫清障碍。民主党投票结果的分裂突显该党党员间缺乏团结。
自民党、自由党和公明党的执政联盟也起到了帮助法案通过的作用。在国会中，自民党和自由党联盟占据众议院多数议席，但未能达到参议院中的多数。尽管自民党领导层认为1993年离开的小泽一郎是个叛徒，为组建执政联盟，他们还是要向小泽和其领导的自由党寻求支持。在众议院议席不是很多（52席）的公明党于政策主张方面同自民党毫无相同点，但在得知有机会加入执政内阁后，该党转而支持自民党通过法案。社会民主党为加入执政联盟，不得不放弃了一些关键政策，包括早前对国旗国歌立法的反对、对日美安保条约的反对和对自卫队存在的反对。只是社民党的让步并没有换得自民党推动社民党任一传统主张，社民党倡导的政策最终被排除在国家政策辩论之外。共产党是整个立法过程中唯一完全没改变过立场的政党，公明党、自由党和社民党都在后期有支持法案通过的倾向。
投票前情势的改变使《日本时报》一名作者质疑起国家立法的政治过程是否足够合理。这项法律是自1992年《联合国维持和平活动合作法》之后，国会通过的最具争议性法律之一；前者又称《国际和平合作法》（国際平和協力法），其允许通过宪法第九条放弃以“武力行使作为解决国际争端的手段”的日本参与联合国维和行动。

## 地方法规与诉讼
法律通过后，首相小渕惠三和其他官员都表示政府不打算规管国旗和国歌在日常生活中的使用。但文部省不久便在1999年发布的《学习指导要领》中说明：“考虑到国歌和国旗的重要性，在入学和毕业典礼上，学校应当升起日本国旗，教导学生齐唱国歌《君之代》。”
东京都于2003年制定了使用规范。该市规定在学校仪式上，学生面向的方向需升有国旗，还要求教育委员会或学校官员记录不起立或拒绝唱国歌的教师姓名。东京都知事石原慎太郎鼓励处罚违规教师，方式包括批评训诫，要求参加再教育课程，减薪，停职和辞退。仅在2004年，东京便有67名教师获警告、243名教师受到纪律处分，他们或是没有遵守相关政策，或是曾教导学生不必尊重国旗和国歌。
福冈县曾有一座城市按照学生合唱《君之代》时的声音大小对学校进行测评，而东京都教育委员会是当时唯一对不遵守规定者施以大规模惩罚的教育部门。根据该委员会数据，自2004年以来，至少已有400人受到了处罚。
针对东京都的规定，一些人向法院提起诉讼，称其侵犯了日本宪法第19条规定的“思想及良心的自由”。东京地方裁判所支持教师的诉求，裁定不应该强迫教师起立或歌唱。但这些裁定不是被上诉，就是遭东京高等裁判所推翻，后者判决这些命令并不违反宪法。日本各级法院已接到十几起这类诉讼，内容涵盖广泛，从质疑东京规定的合宪性到请求给受处罚教师以补偿都有。2011年的一起案件中，日本最高裁判所认定要求教师在合唱《君之代》时起立不属于违反宪法，判决驳回上诉，维持东京高等裁判所原判。此判决作出之后，大阪府议会在2011年6月3日通过一道法令，要求大阪的教职员工在学校仪式上听到《君之代》时，需起立并合唱。